# اجاق قشلاقی
اجاق قشلاقی یک روستا در ایران است که در بخش ارشق شهرستان مشگین‌شهر در استان اردبیل واقع شده‌است.

## جمعیت
این روستا در دهستان ارشق شمالی قرار دارد و براساس سرشماری مرکز آمار ایران در سال ۱۳۸۵، جمعیت آن ۴۹ نفر (۱۱ خانوار) بوده‌است.